# Phường 19
Phường 19 là một phường thuộc quận Bình Thạnh, Thành phố Hồ Chí Minh, Việt Nam.
Phường 19 có diện tích 0,39 km², dân số năm 2021 là 17.906 người,  mật độ dân số đạt 45.912 người/km².

## Hình ảnh

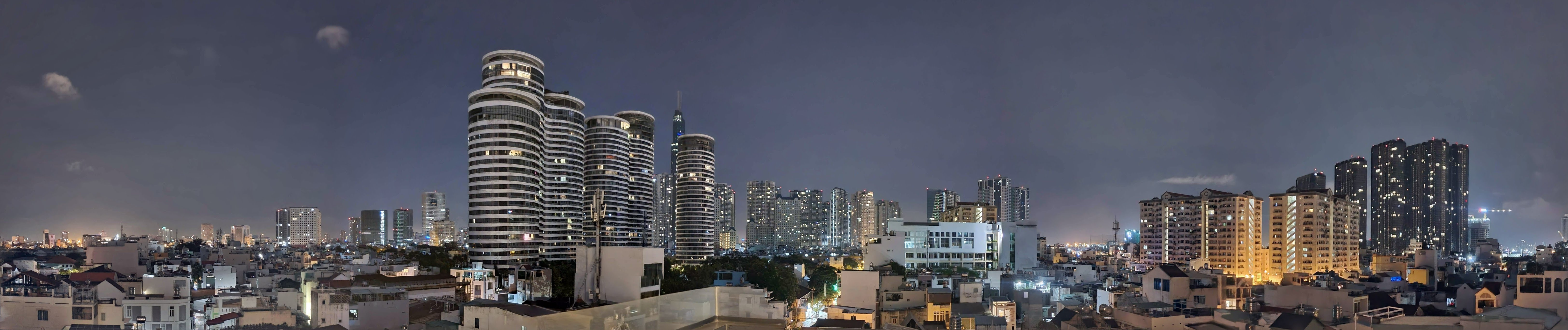
Nhà cao tầng tại Phường 19, Quận Bình Thạnh.